# 2023年冬季世界大学生运动会北欧两项比赛
2023年冬季世界大学生运动会北欧两项比赛是2023年冬季世界大学生运动会的其中一个比赛大项，于2023年1月13日至19日在美国普莱西德湖的奥林匹克跳台滑雪中心以及奥林匹克越野滑雪和冬季两项中心进行。此次比赛共设6个小项，包括3个男子小项、2个女子小项及1个混合小项。北欧两项项目此次作为可选项目临时重返冬季世界大学生运动会。

## 賽程
以下是北欧两项项目的具体赛程安排：
| 日期    | 时间  | 项目                                             |
| ------- | ----- | ------------------------------------------------ |
| 1月13日 | 14:00 | 女子个人普通跳台/5公里跳台滑雪部分               |
| 1月13日 | 14:15 | 男子个人普通跳台/10公里跳台滑雪部分              |
| 1月13日 | 18:30 | 女子个人普通跳台/5公里越野滑雪部分               |
| 1月13日 | 19:00 | 男子个人普通跳台/10公里越野滑雪部分              |
| 1月15日 | 15:00 | 女子个人5公里集体出发/普通跳台越野滑雪部分       |
| 1月15日 | 16:00 | 男子个人10公里集体出发/普通跳台越野滑雪部分      |
| 1月15日 | 20:00 | 女子个人5公里集体出发/普通跳台跳台滑雪部分       |
| 1月15日 | 20:15 | 男子个人10公里集体出发/普通跳台跳台滑雪部分      |
| 1月17日 | 14:00 | 男子团体普通跳台/2×4×1.5公里团体竞速跳台滑雪部分 |
| 1月17日 | 18:00 | 男子团体普通跳台/2×4×1.5公里团体竞速越野滑雪部分 |
| 1月19日 | 13:00 | 混合团体普通跳台/2×2.5公里接力跳台滑雪部分       |
| 1月19日 | 18:00 | 混合团体普通跳台/2×2.5公里接力越野滑雪部分       |

## 奖牌得主
| 项目                                 | 金牌                                          | 金牌    | 银牌                                                              | 银牌    | 铜牌                                                   | 铜牌    |
| 男子个人普通跳台/10公里              | 小林朔太郎 · 日本（JPN）                      | 24:52.2 | Niklas Malacinski · 美国（USA）                                   | 26:28.6 | Rasmus Ähtävä · 芬兰（FIN）                            | 26:35.2 |
| 男子个人10公里集体出发/普通跳台      | 小林朔太郎 · 日本（JPN）                      | 124.6   | Niklas Malacinski · 美国（USA）                                   | 119.2   | Evan Nichols · 美国（USA）                             | 105.7   |
| 男子团体普通跳台/2×4×1.5公里团体竞速 | 美国 I · Evan Nichols · Niklas Malacinski     | 24:51.1 | 日本 I · 中泽拓哉 · 小林朔太郎                                    | 24:58.5 | 乌克兰 · Dmytro Mazurchuk · Vitalii Hrebeniuk          | 25:33.2 |
| 女子个人普通跳台/5公里               | 葛西春香 · 日本（JPN）                        | 14:34.6 | 葛西优奈 · 日本（JPN）                                            | 15:23.4 | 宫崎彩音 · 日本（JPN）                                 | 16:42.5 |
| 女子个人5公里集体出发/普通跳台       | 葛西优奈 · 日本（JPN）                        | 122.2   | 葛西春香 · 日本（JPN）                                            | 113.6   | Joanna Kil · 波兰（POL）                               | 87.9    |
| 混合团体普通跳台/2×2.5公里接力       | 日本 I · 久保田真知子 · 小林朔太郎 · 祖父江凜 | 12:14.7 | 波兰 I · Nicole Konderla · Andrzej Szczechowicz · Weronika Kaleta | 12:55.2 | 美国 I · Cara Larson · Niklas Malacinski · Erin Bianco | 13:03.2 |

## 奖牌榜
*   主办国家/地区（美国）
| 排名                     | 国家 / 地区              | 金牌 | 銀牌 | 銅牌 | 总计 |
| ------------------------ | ------------------------ | ---- | ---- | ---- | ---- |
| 1                        | 日本                     | 5    | 3    | 1    | 9    |
| 2                        | 美国*                    | 1    | 2    | 2    | 5    |
| 3                        | 波兰                     | 0    | 1    | 1    | 2    |
| 4                        | 芬兰                     | 0    | 0    | 1    | 1    |
| 4                        | 乌克兰                   | 0    | 0    | 1    | 1    |
| 总计（共5个国家 / 地区） | 总计（共5个国家 / 地区） | 6    | 6    | 6    | 18   |

## 参赛代表团
共有来自7个国家的26名运动员获得该项目参赛资格：
- 捷克（1）
- 芬兰（1）
- 日本（8）
- （2）
- 波兰（4）
- 乌克兰（3）
- 美国（7）